# Göllingen (Kyffhäuserland)
Göllingen ist ein Ortsteil der Gemeinde Kyffhäuserland im thüringischen Kyffhäuserkreises, der an der Wipper zwischen den Bergrücken der Windleite und der Hainleite am Michelsberg liegt. Unweit von Göllingen liegen die Städte Sondershausen und Bad Frankenhausen. Zwei Kilometer flussabwärts durchbricht die Wipper in einem Durchbruchstal – dem „Wipperdurchbruch“ – die Hainleite.
In Göllingen befand sich das im 11. Jahrhundert gegründete Benediktinerkloster St. Wigbert, von dem neben Mauer- und Fundamentresten noch der architektonisch bemerkenswerte Turm der Klosterkirche erhalten ist.

## Geschichte
Die frühesten Spuren der Besiedlung stammen aus frühbronzezeitlichen Hügelgräbern der Unstrutgruppe.
Die Geschichte Göllingens ist verbunden mit dem Benediktinerkloster St. Wigbert, dessen Überreseste noch heute als Stiftung Thüringer Schlösser und Gärten unter Denkmalschutz stehen und museal genutzt werden.
Bereits um das Jahr 775 wird der Ort als Besitz des Klosters Hersfeld gelistet, ob jedoch bereits damals in Göllingen ein Kloster existierte, ist unklar. Der thüringische Gaugraf Gunther von Käfernburg-Schwarzburg stiftete dem Göllinger Kloster um 1005 umfangreiches Besitztum, trat dem Benediktinerorden bei und leitete als Abt ein Jahr lang die Geschicke des Klosters, um dann als Eremit im bayerisch-böhmischen Grenzgebiet zu leben; dort wird er noch heute als Heiliger verehrt. Zu Beginn des 9. Jahrhunderts wird Göllingen erstmals urkundlich in einem Verzeichnis der von Erzbischof Lullus von Mainz († 786) vom Kloster Hersfeld an Freie verliehenen Gütern als Gellinge erwähnt.
Von 1212 bis 1324 waren die Herren von Heldrungen Besitzer des Dorfes und Schutzvögte des Klosters. Eine Urkunde von 1323 bestätigt die Zugehörigkeit des Klosters zum Orden der Benediktiner. 1324 kaufte Graf Heinrich von Hohnstein Besitz und Vogteirecht, 1356 kommt beides an die Grafen Günther und Heinrich von Schwarzburg. 
Bis 1918 gehörte der Ort zur Unterherrschaft des Fürstentums Schwarzburg-Rudolstadt.
Während des Zweiten Weltkriegs mussten Kriegsgefangene aus Frankreich sowie 40 Frauen und Männer aus Polen und der Sowjetunion auf der Domäne und bei Bauern Zwangsarbeit verrichten.
Am 31. Dezember 2012 schloss sich die Gemeinde Göllingen mit weiteren Gemeinden der Verwaltungsgemeinschaft Kyffhäuser zur Gemeinde Kyffhäuserland zusammen.

### Einwohnerentwicklung
Entwicklung der Einwohnerzahl der Gemeinde Göllingen (31. Dezember):
| - 1994: 941 - 1995: 933 - 1996: 921 - 1997: 897 - 1998: 914 - 1999: 893 | - 2000: 860 - 2001: 845 - 2002: 844 - 2003: 836 - 2004: 822 - 2005: 808 | - 2006: 789 - 2007: 781 - 2008: 757 - 2009: 742 - 2010: 731 - 2011: 685 |

Datenquelle: Thüringer Landesamt für Statistik

## Wappen
Das Wappen wurde vom Heraldiker Karl-Heinz Fritze aus Niederorschel gestaltet. Es stellt den ehemaligen Klosterbau dar.

## Bauwerke

### Klosterruine von St. Wigbert

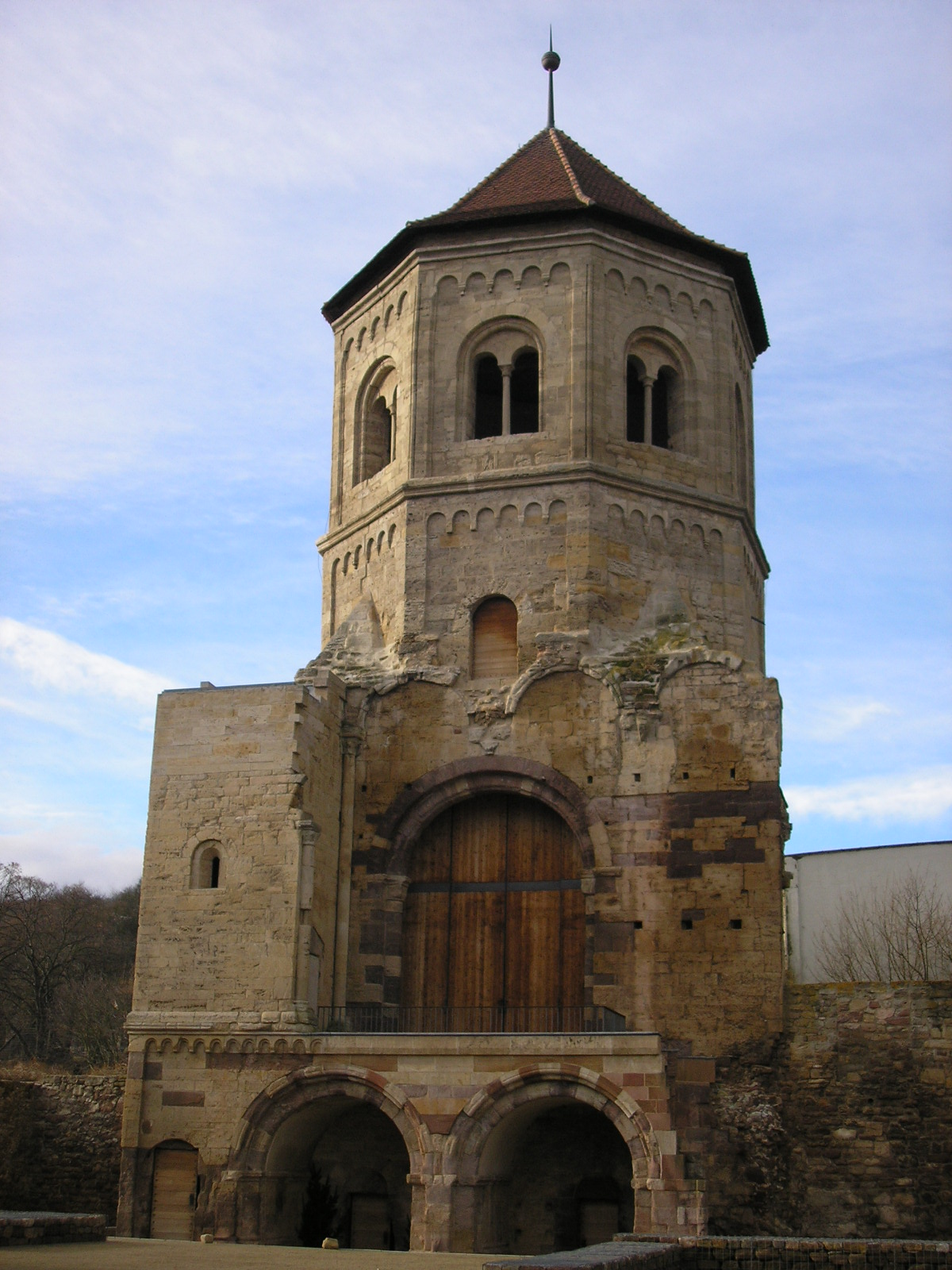
Turm und Eingang zur Krypta

Bekannt ist Göllingen durch die Ruine des ehem. Benediktinerklosters St. Wigbert mit seiner 16-Säulen-Krypta. Experten gehen davon aus, dass man ähnliche Gebäude nur in südlichen Ländern findet. Die Klosteranlage geht bis in das 11. Jahrhundert zurück. In einer Schenkungsurkunde aus dem Jahr 1005 mit der Besitztümer des thüringischen Gaugrafen Gunther von Käfernburg-Schwarzburg dem Göllinger Kloster übertragen werden, wird das Göllinger Kloster erstmals erwähnt. Damit gehört es zu den ältesten Klöstern Thüringens.
1606 wurde das Kloster von den hessischen Landgrafen säkularisiert, nachdem diese die Reformation eingeführt hatten. Es diente dann bis zur Übergabe des Gebietes von Hessen an Schwarzburg im Jahre 1816 als kurhessische Domäne. Während dieser Zeit verfiel die Klosteranlage mehr, sodass heute nur noch der Turm der Klosterkirche und Fragmente der Klosteranlage vorhanden sind. Jährlich im Herbst findet regelmäßig das Klosterturmfest statt. Der Turm und die Krypta des ehem. Klosters können im Rahmen einer Führung  besichtigt werden.

### Evangelische Kirche

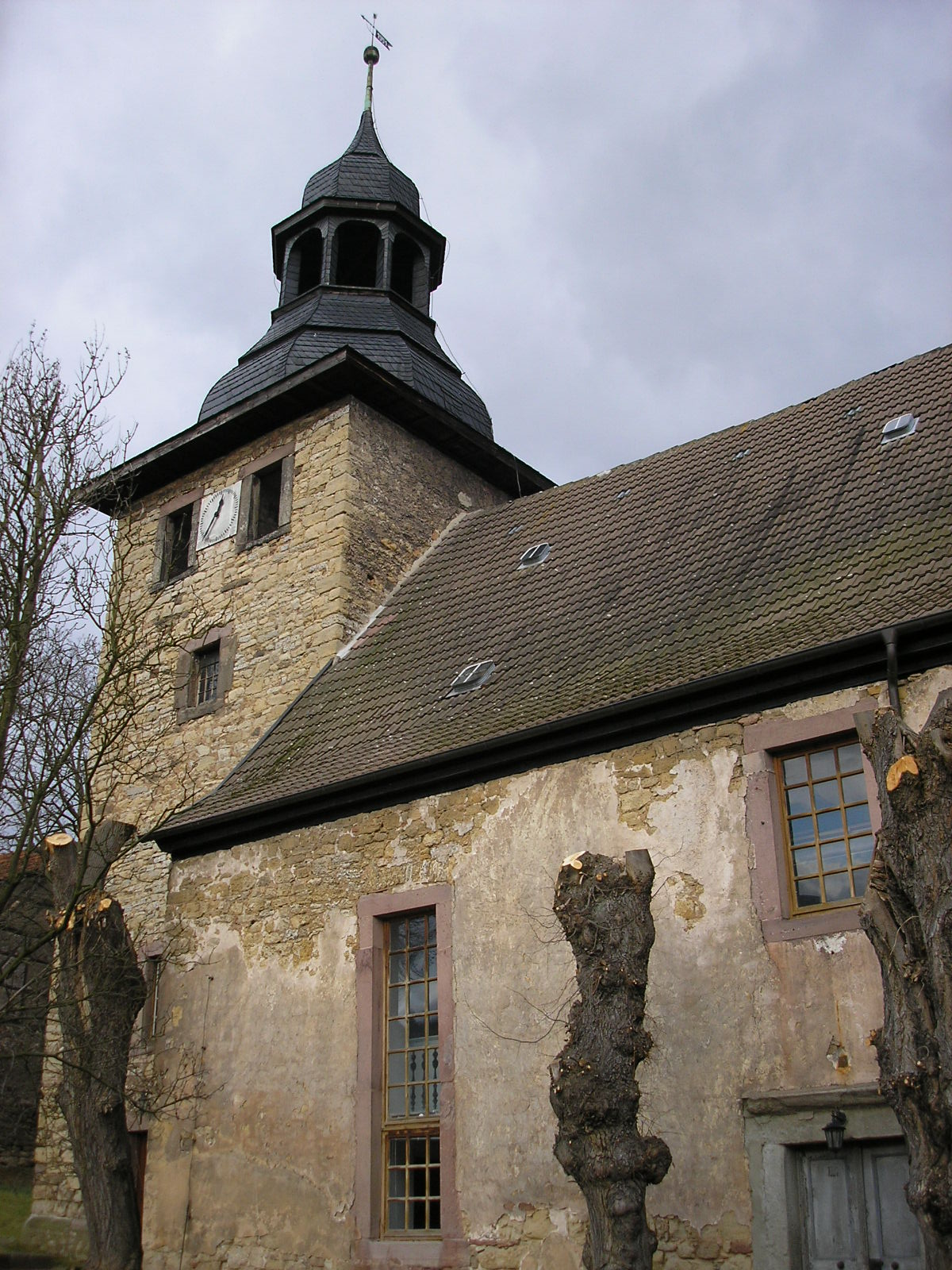
Evangelische Kirche von Göllingen

Unweit der Klosterruine von St. Wigbert befindet sich die evangelische Kirche St. Michael, die 1722 als barocker Saalbau errichtet wurde. Auf dem Kirchhof findet man zahlreiche historische Grabsteine, zum Teil aus dem 11. und 12. Jahrhundert.

### Mönchstunnel
Die künstlich angelegte Kleine Wipper zweigt in Göllingen von der Wipper an der „Wipperschere“ ab, unterquert in unmittelbarer Nähe der Ortschaft auf einer Länge von ca. 530 Metern im Mönchstunnel den Hanfenberg und fließt dann über Bendeleben weiter bis nach Bad Frankenhausen. Vermutlich wurde die Kleine Wipper auf Betreiben von Frankenhausen erbaut; die Stadt besaß keine natürlichen Gewässer zur Energieversorgung. Dort wurde das Wasser vor allem für die Saline benötigt, wo es im „Quellgrund“ als Aufschlagwasser für die Paternosterwerke zur Förderung von Sole diente. Auf ihrem Weg nach Frankenhausen, trieb die Kleine Wipper außerdem eine Reihe von Wassermühlen, wie Öl- und Getreidemühlen, an. Ob jedoch Mönche am Bau des Tunnels beteiligt waren, ist nicht sicher nachweisbar. Der Mönchstunnel wurde 1404 erstmals urkundlich erwähnt.

## Veranstaltungen
Jedes Jahr findet am zweiten Wochenende im September das Klosterturmfest in Göllingen statt. Das dreitägige Dorffest findet am Fuße des Klosterturms, im historischen Zentrum von Göllingen, statt. In einem Festzelt und auf einer Freilichtbühne werden verschiedene musikalische Beiträge geboten. Das kulinarische Angebot umfasst typische Grillspezialitäten, wie die berühmte Thüringer Roster oder lokale Spezialitäten, wie Fettbemmen mit Kräutersalz.

## Wirtschaft und Infrastruktur

### Betriebe
Vorherrschend sind Landwirtschaft und Handwerk. Göllingen ist ein ehemaliger Bergarbeiterort der Kaliindustrie, allerdings von untergeordneter Bedeutung (ehemalige Gewerkschaft Günthershall). Zu DDR-Zeiten gab es hier den überregional bedeutenden Volkseigenen Betrieb (VEB) Inducal Göllingen. Seit 2012 befindet sich auf dem westlich des Ortes gelegenen und bis dahin ungenutzten Gewerbegebiet ein Solarpark.

### Verkehr
Bis zum 10. Dezember 2006 besaß der Ort einen Haltepunkt an der Kyffhäuserbahn. Hier wurde der Personenverkehr inzwischen eingestellt.
Am 9. August 2012 wurde eine Ortsumgehung südlich des Ortes der Landesstraße 2290 eröffnet.